# Związek Chłopski (1912–1915)
Związek Chłopski – nielegalne stronnictwo polityczne w Królestwie Polskim działające w latach 1912–1915.
Związek Chłopski został utworzony w 1912 przez działaczy Wydziału Wiejskiego Polskiej Partii Socjalistycznej – Frakcji Rewolucyjnej, z którą był związany pod względem programowym i organizacyjnym. Należał wraz z nią do Komisji Skonfederowanych Stronnictw Niepodległościowych. Choć miał początkowo słabe wpływy na wsi, zmieniło się to po 1913 roku gdy nawiązał współpracę z ruchem zaraniarskim. 
Do czołowych działaczy Związku należeli: Norbert Barlicki, Konstancja Jaworowska, Paweł Jankowski, Helena Radlińska, Michał Sokolnicki i Zofia Daszyńska-Golińska. Organami prasowymi były pisma „Chłopska Sprawa” oraz „Lud i Wolność”.
Po wybuchu wojny ZCh należał do reprezentacji politycznych lewicy niepodległościowej: Zjednoczenia Organizacji Niepodległościowych, Unii Stronnictw Niepodległościowych i Komitetu Naczelnego Zjednoczonych Stronnictw Niepodległościowych. W grudniu 1915 wraz ze Stronnictwem Ludowym i Związkiem Ludu Polskiego utworzył Polskie Stronnictwo Ludowe.